# Пеньковы (князья)
Пеньковы (Пенковы) — угасший русский княжеский род известный в трёх поколениях. Рюриковичи.
Происходят от князей Ярославских и были потомками старшего сына Владимира Мономаха — князя Мстислава Великого. Род занесён в Бархатную книгу. В 1682 году, при подаче документов в Палату родословных дел, для включения родов в Бархатную книгу, род князей Пенковых вошёл в поколенную роспись князей Жировых-Засекиных, являющихся их однородцами, под № 232.

## Происхождение и история рода
Род происходит от последнего великого князя Ярославского — князя Александра Фёдоровича, чей сын, князь Даниил Александрович имел прозвание Пеньков (Пенков) и который по данному прозвищу дал фамилию роду. Эта ветвь ярославских князей, официально имеет вместе с родоначальником пять представителей, но в первой половине XVI века пользовалась большим влиянием при Государях. Все представители рода являлись воеводами и принадлежали к высшему сословию — бояре. Иван Данилович Пеньков по прозванию «Хомяк» был женат на княжне Марии Васильевне Глинской, которая являлась родной тёткой царя Ивана Грозного, её родная сестра — Елена Васильевна Глинская, вторая супруга царя Василия III и мать царя Ивана Грозного.

## Известные представители
| №                                                | Имя, Отчество                                    | № отца                                           | Примечания |
| Поколенная роспись по А. Б. Лобанову-Ростовскому | Поколенная роспись по А. Б. Лобанову-Ростовскому | Поколенная роспись по А. Б. Лобанову-Ростовскому | Поколенная роспись по А. Б. Лобанову-Ростовскому |
| ------------------------------------------------ | ------------------------------------------------ | ------------------------------------------------ | --- |
| 1                                                | Данила Александрович                             |                                                  | Родоначальник, по прозванию «Пенько», воевода и боярин, ум. 1520. |
| 2                                                | Александр Данилович                              | 1                                                | Воевода и боярин. |
| 3                                                | Василий (Вассьян) Данилович                      | 1                                                | Воевода и боярин. |
| 4                                                | Иван Данилович Хомяк                             | 1                                                | Воевода и боярин, жена княжна Мария Васильевна Глинская, родная сестра великой княгини Елены Васильевны Глинской, жены Василия III.                                                                              |
| 5                                                | Иван Васильевич                                  | 3                                                | Воевода и боярин. |
|                                                  | № Васильевна                                     | 3                                                | В родословной росписи не указана, в 1547 году упоминается в челобитной, в связи с проведением смотром невест, её мать Анна Осиповна пишет о невозможности приехать в Москву с дочерью-невестой из-за её болезни. |
| Княжеский род Пеньковы угас                      |                                                  |                                                  | |

## Критика
В родословной книге изданной Николаем Ивановичем Новиковым, и в рукописной родословной книге из собрания принадлежащей Павлу Фёдоровичу Карабанову, у родоначальника Данилы Пеньки показано только три сына. Между тем в указателе Павла Михайловича Строева к «Истории государства Российского» Николая Михайловича Карамзина, упоминается ещё о князе Давыда Даниловиче Пенькове-Хромом. Это, должно быть, не князь Пеньков, а князь Давыд Данилович Ярославский-Хромой, так как в рукописной родословной книге, принадлежащей П. Ф. Карабанову, именно сказано о детях князя Ивана Васильевича Ярославского.